# Scybalistodes
Scybalistodes is een geslacht van vlinders van de familie van de grasmotten (Crambidae), uit de onderfamilie van de Glaphyriinae. De wetenschappelijke naam en de beschrijving van dit geslacht zijn voor het eerst gepubliceerd in 1964 door Eugene Gordon Munroe.

## Soorten
- S. fortis Munroe, 1972
- S. illosalis (Dyar, 1914)
- S. periculosalis (Dyar, 1908)
- S. prusalis (Druce, 1895)
- S. reducta Munroe, 1964
- S. regularis Munroe, 1964
- S. rivuloides Munroe, 1964
- S. vermiculalis Munroe, 1964
- S. violetalis Munroe, 1964